# ウラディーミル・ソコロフ
ウラディーミル・アレクサンドロヴィチ・ソコロフ（ロシア語: Владимир Александрович Соколов, ラテン文字転写: Vladimir Aleksandrovich Sokolov, 英語: Vladimir Aleksandrovich Sokoloff, 1889年12月26日 - 1962年2月15日）は、ロシアの性格俳優。

## 生涯
ロシア帝国モスクワで生まれ、モスクワ芸術座で俳優・助監督として活動し、1923年にドイツ・ベルリンに移住する。1932年にナチズムの台頭から逃れるためフランス・パリに移住し、1937年にアメリカ合衆国に移住する。1927年から1950年にかけて、複数の劇場に出演した。また、アメリカ移住後は数多くの映画に出演し、フィリピン人やギリシャ人、アラブ人、中国人など多種多様な国籍のキャラクターを演じるなど性格俳優として活動した。
ソコロフはコンスタンチン・スタニスラフスキーの弟子として師事していたが、1960年の新聞では「演技方法や演技理論を巡り対立して絶縁した」と報じられている。1962年にカリフォルニア州ハリウッドで脳卒中を起こして死去した。

## 出演作品
- 征服
- 誰が為に鐘は鳴る（1943年） - アンセルモ
- バターンを奪回せよ
- 緋色の街/スカーレット・ストリート
- 荒野の七人（1960年）
- シマロン（1960年）- ジェイコブ・クルビコフ（彫刻家）